# Malapterurus shirensis
Malapterurus shirensis е вид лъчеперка от семейство Malapteruridae.

## Разпространение
Видът е разпространен в Замбия, Зимбабве и Мозамбик.